# Serpentine Lakes
Serpentine Lakes är sjöar i Australien. De ligger i delstaten South Australia, omkring 1 100 kilometer nordväst om delstatshuvudstaden Adelaide. Serpentine Lakes ligger 264 meter över havet. Arean är 29,6 kvadratkilometer. Den sträcker sig 10,0 kilometer i nord-sydlig riktning, och 18,7 kilometer i öst-västlig riktning.
Omgivningarna runt Serpentine Lakes är i huvudsak ett öppet busklandskap. Trakten runt Serpentine Lakes är nära nog obefolkad, med mindre än två invånare per kvadratkilometer. Genomsnittlig årsnederbörd är 333 millimeter. Den regnigaste månaden är januari, med i genomsnitt 53 mm nederbörd, och den torraste är augusti, med 2 mm nederbörd.